# Byasa polla
Byasa polla es una especie de mariposas de la familia de los papiliónidos.